# Belle Reve
Il penitenziario di Belle Reve è una prigione immaginaria ed un sanatorio dell'Universo DC, che comparve per la prima volta in Suicide Squad n. 1 (maggio 1987), e fu creata da John Ostrander e Luke McDonnell.

## Storia
Il penitenziario federale di Belle Reve è una prigione speciale per i metaumani ed altri supercriminali. Si trova nella parrocchia di Terrebonne, in Louisiana, ed è vicina al golfo del Messico, nonché circondata da miglia di terre paludose. Essendo una prigione per numerosi supercriminali, fu scelta da Amanda Waller come quartier generale della Suicide Squad. La condanna dei criminali può essere ridotta qualora acconsentano a svolgere delle missioni suicide. Alcuni tra i più infidi indossano dei dispositivi, che causerebbero loro menomazioni o morte in caso di tentativi di fuga.
La maggior parte dello staff della prigione lavora sia come impiegati della prigione sia per facilitare le operazioni della Squad. Alcuni degli impiegati sono amici dei membri più equilibrati della squadra. Meccanici lavorano sui veicoli della Squad, e i medici della prigione trattano i prigionieri e i membri della Squad allo stesso modo. L'esistenza della Suicide Squad ha messo la struttura sotto attacco diverse volte.
La prigione è stata sede di numerose indagini governative, perché sarebbe stato scandaloso sapere che gli Stati Uniti utilizzavano dei supercriminali assassini per ottenere i propri obiettivi. La nota reporter Lois Lane ha svolto delle indagini su questi fatti, ma è stata parzialmente allontanata da un custode fittizio messo apposta per distogliere la sua attenzione dalle attività della Squad.
Attualmente, Amanda Waller sta scontando una pena proprio a Belle Reve dove fu portata dopo essere stata riconosciuta colpevole di cooperazione alle missioni della Squad.
Belle Reve è stato il luogo della rivolta causata da Mageddon in JLA n. 34, in cui numerose guardie ed altri membri della prigione sono stati uccisi, compreso il guardiano (non è chiaro se sia il medesimo guardiano apparso in precedenti fumetti della Squad). Il criminale Hector Hammond viene controllato da un emissario di Mageddon, cosa che influisce su gran parte della rivolta. I membri della Justice League, Aquaman, Lanterna Verde, Zauriel e Plastic Man intervengono per calmare la rivolta. La maggior parte del lavoro è svolta da Plastic Man, che utilizza i suoi poteri di mutaforma per ingannare i prigionieri, facendogli credere che Batman sia sul posto.
Un'altra rivolta alla prigione di Belle Reve è stata sedata da Superman e dal viaggiatore temporale Kal Kent in One Million n. 1.
Durante Day of Judgement, uno dei tanti portali dell'Inferno viene aperto vicino alla prigione. Plastic Man e alcuni dei prigionieri hanno lavorato insieme al fine di contenere la situazione.

## Versioni alternative

### Kingdom Come
Nella serie limitata di Elseworld/DC Comics, Kingdom Come, Belle Reve venne distrutta da Genosyde, uccidendo tutti i suoi occupanti.

## Comparse in altri media

### Un tram che si chiama Desiderio
La Belle Reve originale nei media fu il nome di una piantagione immaginaria della famiglia Dubois a Laurel, Mississippi, in Un tram che si chiama Desiderio. La piantagione fu venduta piano piano, pezzo per pezzo, finché l'ultimo membro della famiglia, Blanche, capì che non aveva più i mezzi per sostenersi, costringendola a trasferirsi da sua sorella e suo cognato - Stanley e Stella Kovalsky.

### Justice League Unlimited
Belle Reve comparve nell'episodio "Task Force X" della serie animata Justice League Unlimited. In questa versione, la Suicide Squad si chiama Task Force X; il loro quartier generale, come per la loro controparte dei fumetti, è il Penitenziario di Belle Reve.

### Smallville
Nella serie televisiva Smallville, il Sanatorio di Belle Reve è un manicomio. I mostri da meteorite di solito affrontati da Clark, vi vengono tenuti per la loro insanità mentale, come succede a numerosi nemici di Batman che finiscono per essere internati nel Manicomio di Arkham. Nell'episodio "Freak", Chloe Sullivan disse che i cittadini di Smallville infettati dai frammenti di meteoriti finivano per morire o per essere confinati a Belle Reve, indicando che l'insanità mentale era un effetto collaterale dell'esposizione degli esseri umani alla kryptonite.

### DC Extended Universe
All'interno del DC Extended Universe è comparso in Batman v Superman: Dawn of Justice, Suicide Squad e The Suicide Squad - Missione suicida.

#### Batman v Superman: Dawn of Justice(2016)
Nel film Batman v Superman: Dawn of Justice Lex Luthor viene imprigionato a Belle Reve in conseguenza dei suoi crimini per poi essere trasferito ad Arkham

#### Suicide Squad(2016)
Il penitenziario appare anche nel film Suicide Squad come la struttura in cui sono reclusi Deadshot, Harley Quinn, Killer Croc e El Diablo prima di essere liberati e reclutati nella Suicide Squad.

#### The Suicide Squad - Missione suicida(2021)
Appare nel film, viene gestita da John Economos ed è il quartier generale di Amanda Waller e del suo staff. Custodisce criminali dal calibro di Bloodsport, Peacemaker, Savant, King Shark, Polka-Dot Man,Ratcatcher II, Blackguard, Weasel, Uomo Calendario e Double Down.

### Justice League: Throne of Atlantis
Nel film animato Justice League: Throne of Atlantis Orm viene rinchiuso, a metà dei titoli di coda, nel carcere di Belle Reve.